# Eleições legislativas de 2015 em Braga

## Resultados Oficiais
| Partido                 | Partido                         | Votos   | %               | +/-   |
| ----------------------- | ------------------------------- | ------- | --------------- | ----- |
|                         | Portugal à Frente               | 40 314  | 40,48 / 100,00  | 3,96  |
|                         | Partido Socialista              | 30 929  | 31,05 / 100,00  | 1,20  |
|                         | Bloco de Esquerda               | 10 443  | 10,48 / 100,00  | 4,49  |
|                         | Coligação Democrática Unitária  | 7 450   | 7,48 / 100,00   | 0,16  |
|                         | Partido Democrático Republicano | 1 585   | 1,59 / 100,00   | Novo  |
|                         | PCTP/MRPP                       | 1 179   | 1,18 / 100,00   | 0,15  |
|                         | Outros                          | 3 883   | 3,91 / 100,00   |       |
| Votos Inválidos         | Votos Inválidos                 | 3 817   | 3,84 / 100,00   | 0,38  |
| Total                   | Total                           | 99 600  | 100,00 / 100,00 |       |
| Eleitorado/Participação | Eleitorado/Participação         | 161 711 | 61,59 / 100,00  | 3,00  |
| Fonte                   | Fonte                           | [ 1 ]   | [ 1 ]           | [ 1 ] |

## Resultados por Freguesia
Os resultados seguintes referem-se aos partidos que obtiveram mais de 1,00% dos votos:
| Freguesia                                          | %     | %     | %     | %     | %    | %    | Votantes |
| Freguesia                                          | PÀF   | PS    | BE    | CDU   | PDR  | PCTP | Votantes |
| -------------------------------------------------- | ----- | ----- | ----- | ----- | ---- | ---- | -------- |
| Adaúfe                                             | 43,13 | 31,07 | 9,03  | 6,15  | 1,79 | 1,84 | 2 015    |
| Arentim e Cunha                                    | 40,02 | 35,40 | 8,06  | 5,60  | 1,67 | 1,28 | 1 017    |
| Braga (Maximinos, Sé e Cividade)                   | 36,11 | 31,81 | 11,53 | 9,85  | 1,54 | 1,47 | 7 835    |
| Braga (São José de São Lázaro e São João do Souto) | 40,22 | 32,19 | 11,05 | 7,32  | 1,40 | 0,90 | 7 784    |
| Braga (São Vicente)                                | 35,72 | 32,39 | 11,34 | 9,84  | 1,64 | 1,26 | 6 756    |
| Braga (São Victor)                                 | 39,35 | 31,03 | 11,14 | 8,41  | 1,55 | 1,00 | 13 853   |
| Cabreiros e Passos (São Julião)                    | 50,59 | 29,53 | 6,38  | 5,19  | 1,11 | 0,52 | 1 348    |
| Celeirós, Aveleda e Vimieiro                       | 39,29 | 32,27 | 10,40 | 6,68  | 1,90 | 1,66 | 3 787    |
| Crespos e Pousada                                  | 48,85 | 34,06 | 5,99  | 3,44  | 0,89 | 0,77 | 784      |
| Escudeiros e Penso (Santo Estêvão e São Vicente)   | 47,05 | 28,39 | 9,73  | 4,20  | 1,70 | 1,07 | 1 120    |
| Espinho                                            | 49,84 | 28,21 | 7,05  | 6,11  | 0,63 | 1,41 | 638      |
| Esporões                                           | 51,94 | 23,06 | 10,37 | 4,75  | 1,55 | 1,07 | 1 032    |
| Este (São Pedro e São Mamede)                      | 42,89 | 32,13 | 9,41  | 4,73  | 1,34 | 1,17 | 2 306    |
| Ferreiros e Gondizalves                            | 37,96 | 31,71 | 10,76 | 7,54  | 2,15 | 1,43 | 4 879    |
| Figueiredo                                         | 52,50 | 27,74 | 8,53  | 3,38  | 0,95 | 1,22 | 739      |
| Gualtar                                            | 41,20 | 32,72 | 9,22  | 6,45  | 1,32 | 0,64 | 3 102    |
| Guisande e Oliveira (São Pedro)                    | 48,38 | 28,04 | 8,32  | 4,62  | 1,39 | 1,08 | 649      |
| Lamas                                              | 53,03 | 25,05 | 9,78  | 3,33  | 0,98 | 0,20 | 511      |
| Lomar e Arcos                                      | 39,77 | 31,22 | 10,27 | 8,49  | 1,53 | 1,67 | 3 651    |
| Merelim (São Paio), Panoias e Parada de Tibães     | 33,43 | 32,19 | 10,12 | 12,31 | 1,57 | 2,12 | 2 737    |
| Merelim (São Pedro) e Frossos                      | 37,89 | 32,35 | 11,28 | 7,14  | 2,09 | 0,92 | 2 394    |
| Mire de Tibães                                     | 37,87 | 33,54 | 10,43 | 7,66  | 2,24 | 1,08 | 1 476    |
| Morreira e Trandeiras                              | 55,95 | 23,90 | 7,93  | 3,52  | 1,43 | 1,21 | 908      |
| Nogueira, Fraião e Lamaçães                        | 42,59 | 29,18 | 11,52 | 6,06  | 1,85 | 0,69 | 8 235    |
| Nogueiró e Tenões                                  | 44,38 | 28,94 | 9,59  | 6,09  | 1,48 | 0,57 | 2 972    |
| Padim da Graça                                     | 43,19 | 34,68 | 7,23  | 6,81  | 0,96 | 1,60 | 940      |
| Palmeira                                           | 40,81 | 30,08 | 10,41 | 6,54  | 1,68 | 1,61 | 3 102    |
| Pedralva                                           | 50,87 | 27,34 | 6,57  | 7,27  | 1,04 | 1,56 | 578      |
| Priscos                                            | 58,68 | 20,26 | 7,02  | 5,17  | 0,93 | 2,12 | 755      |
| Real, Dume e Semelhe                               | 34,09 | 32,77 | 13,06 | 8,89  | 1,79 | 1,33 | 6 310    |
| Ruilhe                                             | 39,79 | 29,43 | 9,16  | 9,01  | 1,80 | 1,35 | 666      |
| Santa Lucrécia de Algeriz e Navarra                | 39,67 | 32,89 | 9,09  | 5,45  | 0,83 | 1,98 | 605      |
| Sequeira                                           | 42,39 | 30,27 | 8,76  | 6,37  | 2,12 | 1,68 | 1 130    |
| Sobreposta                                         | 58,23 | 19,31 | 7,93  | 5,84  | 0,75 | 0,60 | 668      |
| Tadim                                              | 40,92 | 35,42 | 8,40  | 5,65  | 0,15 | 0,76 | 655      |
| Tebosa                                             | 46,67 | 34,29 | 7,46  | 5,40  | 0,79 | 0,95 | 630      |
| Vilaça e Fradelos                                  | 50,92 | 28,85 | 6,39  | 3,48  | 1,45 | 0,77 | 1 033    |
| Braga                                              | 40,48 | 31,05 | 10,48 | 7,48  | 1,59 | 1,18 | 99 600   |

#### Adaúfe
| Partido                 | Partido                         | Votos | %               | +/-  |
| ----------------------- | ------------------------------- | ----- | --------------- | ---- |
|                         | Portugal à Frente               | 869   | 43,13 / 100,00  | 0,62 |
|                         | Partido Socialista              | 626   | 31,07 / 100,00  | 5,20 |
|                         | Bloco de Esquerda               | 182   | 9,03 / 100,00   | 3,65 |
|                         | Coligação Democrática Unitária  | 124   | 6,15 / 100,00   | 0,53 |
|                         | PCTP/MRPP                       | 37    | 1,84 / 100,00   | 0,57 |
|                         | Partido Democrático Republicano | 36    | 1,79 / 100,00   | Novo |
|                         | Outros                          | 73    | 3,62 / 100,00   |      |
| Votos Inválidos         | Votos Inválidos                 | 68    | 3,37 / 100,00   | 1,09 |
| Total                   | Total                           | 2 015 | 100,00 / 100,00 |      |
| Eleitorado/Participação | Eleitorado/Participação         | 3 716 | 54,22 / 100,00  | 0,55 |

#### Arentim e Cunha
| Partido                 | Partido                         | Votos | %               |
| ----------------------- | ------------------------------- | ----- | --------------- |
|                         | Portugal à Frente               | 407   | 40,02 / 100,00  |
|                         | Partido Socialista              | 360   | 35,40 / 100,00  |
|                         | Bloco de Esquerda               | 82    | 8,06 / 100,00   |
|                         | Coligação Democrática Unitária  | 57    | 5,60 / 100,00   |
|                         | Partido Democrático Republicano | 17    | 1,67 / 100,00   |
|                         | PCTP/MRPP                       | 13    | 1,28 / 100,00   |
|                         | Outros                          | 35    | 3,44 / 100,00   |
| Votos Inválidos         | Votos Inválidos                 | 46    | 4,52 / 100,00   |
| Total                   | Total                           | 1 017 | 100,00 / 100,00 |
| Eleitorado/Participação | Eleitorado/Participação         | 1 380 | 73,70 / 100,00  |

#### Braga (Maximinos, Sé e Cividade)
| Partido                 | Partido                         | Votos  | %               |
| ----------------------- | ------------------------------- | ------ | --------------- |
|                         | Portugal à Frente               | 2 829  | 36,11 / 100,00  |
|                         | Partido Socialista              | 2 492  | 31,81 / 100,00  |
|                         | Bloco de Esquerda               | 903    | 11,53 / 100,00  |
|                         | Coligação Democrática Unitária  | 772    | 9,85 / 100,00   |
|                         | Partido Democrático Republicano | 121    | 1,54 / 100,00   |
|                         | PCTP/MRPP                       | 115    | 1,47 / 100,00   |
|                         | Pessoas–Animais–Natureza        | 83     | 1,06 / 100,00   |
|                         | Outros                          | 246    | 3,15 / 100,00   |
| Votos Inválidos         | Votos Inválidos                 | 274    | 3,50 / 100,00   |
| Total                   | Total                           | 7 835  | 100,00 / 100,00 |
| Eleitorado/Participação | Eleitorado/Participação         | 13 233 | 59,21 / 100,00  |

#### Braga (São José de São Lázaro e São João do Souto)
| Partido                 | Partido                         | Votos  | %               |
| ----------------------- | ------------------------------- | ------ | --------------- |
|                         | Portugal à Frente               | 3 131  | 40,22 / 100,00  |
|                         | Partido Socialista              | 2 506  | 32,19 / 100,00  |
|                         | Bloco de Esquerda               | 860    | 11,05 / 100,00  |
|                         | Coligação Democrática Unitária  | 570    | 7,32 / 100,00   |
|                         | Partido Democrático Republicano | 109    | 1,40 / 100,00   |
|                         | Outros                          | 365    | 4,69 / 100,00   |
| Votos Inválidos         | Votos Inválidos                 | 243    | 3,12 / 100,00   |
| Total                   | Total                           | 7 784  | 100,00 / 100,00 |
| Eleitorado/Participação | Eleitorado/Participação         | 12 915 | 60,27 / 100,00  |

#### Braga (São Vicente)
| Partido                 | Partido                         | Votos  | %               | +/-   |
| ----------------------- | ------------------------------- | ------ | --------------- | ----- |
|                         | Portugal à Frente               | 2 413  | 35,72 / 100,00  | 13,18 |
|                         | Partido Socialista              | 2 188  | 32,39 / 100,00  | 5,29  |
|                         | Bloco de Esquerda               | 766    | 11,34 / 100,00  | 4,34  |
|                         | Coligação Democrática Unitária  | 665    | 9,84 / 100,00   | 0,33  |
|                         | Partido Democrático Republicano | 111    | 1,64 / 100,00   | Novo  |
|                         | PCTP/MRPP                       | 85     | 1,26 / 100,00   | 0,25  |
|                         | LIVRE/Tempo de Avançar          | 71     | 1,05 / 100,00   | Novo  |
|                         | Outros                          | 205    | 3,03 / 100,00   |       |
| Votos Inválidos         | Votos Inválidos                 | 252    | 3,73 / 100,00   | 0,40  |
| Total                   | Total                           | 6 756  | 100,00 / 100,00 |       |
| Eleitorado/Participação | Eleitorado/Participação         | 11 236 | 60,13 / 100,00  | 3,07  |

#### Braga (São Victor)
| Partido                 | Partido                         | Votos  | %               | +/-   |
| ----------------------- | ------------------------------- | ------ | --------------- | ----- |
|                         | Portugal à Frente               | 5 451  | 39,35 / 100,00  | 11,85 |
|                         | Partido Socialista              | 4 298  | 31,03 / 100,00  | 4,60  |
|                         | Bloco de Esquerda               | 1 543  | 11,14 / 100,00  | 4,14  |
|                         | Coligação Democrática Unitária  | 1 165  | 8,41 / 100,00   | 0,60  |
|                         | Partido Democrático Republicano | 215    | 1,55 / 100,00   | Novo  |
|                         | Pessoas–Animais–Natureza        | 163    | 1,18 / 100,00   | 0,31  |
|                         | LIVRE/Tempo de Avançar          | 142    | 1,03 / 100,00   | Novo  |
|                         | PCTP/MRPP                       | 138    | 1,00 / 100,00   | 0,17  |
|                         | Outros                          | 269    | 1,94 / 100,00   |       |
| Votos Inválidos         | Votos Inválidos                 | 469    | 3,39 / 100,00   | 0,52  |
| Total                   | Total                           | 13 853 | 100,00 / 100,00 |       |
| Eleitorado/Participação | Eleitorado/Participação         | 24 605 | 56,30 / 100,00  | 4,26  |

#### Cabreiros e Passos São Julião
| Partido                 | Partido                         | Votos | %               |
| ----------------------- | ------------------------------- | ----- | --------------- |
|                         | Portugal à Frente               | 682   | 50,59 / 100,00  |
|                         | Partido Socialista              | 398   | 29,53 / 100,00  |
|                         | Bloco de Esquerda               | 86    | 6,38 / 100,00   |
|                         | Coligação Democrática Unitária  | 70    | 5,19 / 100,00   |
|                         | Partido Democrático Republicano | 15    | 1,11 / 100,00   |
|                         | Outros                          | 48    | 3,57 / 100,00   |
| Votos Inválidos         | Votos Inválidos                 | 49    | 3,64 / 100,00   |
| Total                   | Total                           | 1 348 | 100,00 / 100,00 |
| Eleitorado/Participação | Eleitorado/Participação         | 2 087 | 64,59 / 100,00  |

#### Celeirós, Aveleda e Vimieiro
| Partido                 | Partido                         | Votos | %               |
| ----------------------- | ------------------------------- | ----- | --------------- |
|                         | Portugal à Frente               | 1 488 | 39,39 / 100,00  |
|                         | Partido Socialista              | 1 222 | 32,27 / 100,00  |
|                         | Bloco de Esquerda               | 394   | 10,40 / 100,00  |
|                         | Coligação Democrática Unitária  | 253   | 6,68 / 100,00   |
|                         | Partido Democrático Republicano | 72    | 1,90 / 100,00   |
|                         | PCTP/MRPP                       | 63    | 1,66 / 100,00   |
|                         | Outros                          | 130   | 3,44 / 100,00   |
| Votos Inválidos         | Votos Inválidos                 | 165   | 4,36 / 100,00   |
| Total                   | Total                           | 3 787 | 100,00 / 100,00 |
| Eleitorado/Participação | Eleitorado/Participação         | 5 965 | 63,49 / 100,00  |

#### Crespos e Pousada
| Partido                 | Partido                        | Votos | %               |
| ----------------------- | ------------------------------ | ----- | --------------- |
|                         | Portugal à Frente              | 383   | 48,85 / 100,00  |
|                         | Partido Socialista             | 267   | 34,06 / 100,00  |
|                         | Bloco de Esquerda              | 47    | 5,99 / 100,00   |
|                         | Coligação Democrática Unitária | 27    | 3,44 / 100,00   |
|                         | Outros                         | 33    | 4,21 / 100,00   |
| Votos Inválidos         | Votos Inválidos                | 27    | 3,44 / 100,00   |
| Total                   | Total                          | 784   | 100,00 / 100,00 |
| Eleitorado/Participação | Eleitorado/Participação        | 1 313 | 59,71 / 100,00  |

#### Escudeiros e Penso
| Partido                 | Partido                         | Votos | %               |
| ----------------------- | ------------------------------- | ----- | --------------- |
|                         | Portugal à Frente               | 527   | 47,05 / 100,00  |
|                         | Partido Socialista              | 318   | 28,39 / 100,00  |
|                         | Bloco de Esquerda               | 109   | 9,73 / 100,00   |
|                         | Coligação Democrática Unitária  | 47    | 4,20 / 100,00   |
|                         | Partido Democrático Republicano | 19    | 1,70 / 100,00   |
|                         | PCTP/MRPP                       | 12    | 1,07 / 100,00   |
|                         | Outros                          | 44    | 3,93 / 100,00   |
| Votos Inválidos         | Votos Inválidos                 | 44    | 3,93 / 100,00   |
| Total                   | Total                           | 1 120 | 100,00 / 100,00 |
| Eleitorado/Participação | Eleitorado/Participação         | 1 736 | 64,52 / 100,00  |

#### Espinho
| Partido                 | Partido                        | Votos | %               | +/-  |
| ----------------------- | ------------------------------ | ----- | --------------- | ---- |
|                         | Portugal à Frente              | 318   | 49,84 / 100,00  | 2,44 |
|                         | Partido Socialista             | 180   | 28,21 / 100,00  | 1,75 |
|                         | Bloco de Esquerda              | 45    | 7,05 / 100,00   | 3,17 |
|                         | Coligação Democrática Unitária | 39    | 6,11 / 100,00   | 0,28 |
|                         | PCTP/MRPP                      | 9     | 1,41 / 100,00   | 0,25 |
|                         | Outros                         | 25    | 3,92 / 100,00   |      |
| Votos Inválidos         | Votos Inválidos                | 22    | 3,45 / 100,00   | 0,26 |
| Total                   | Total                          | 638   | 100,00 / 100,00 |      |
| Eleitorado/Participação | Eleitorado/Participação        | 1 129 | 56,51 / 100,00  | 7,01 |

#### Esporões
| Partido                 | Partido                         | Votos | %               | +/-  |
| ----------------------- | ------------------------------- | ----- | --------------- | ---- |
|                         | Portugal à Frente               | 536   | 51,94 / 100,00  | 1,78 |
|                         | Partido Socialista              | 238   | 23,06 / 100,00  | 3,48 |
|                         | Bloco de Esquerda               | 107   | 10,37 / 100,00  | 4,77 |
|                         | Coligação Democrática Unitária  | 49    | 4,75 / 100,00   | 0,43 |
|                         | Partido Democrático Republicano | 16    | 1,55 / 100,00   | Novo |
|                         | PCTP/MRPP                       | 11    | 1,07 / 100,00   | 0,03 |
|                         | Outros                          | 39    | 3,78 / 100,00   |      |
| Votos Inválidos         | Votos Inválidos                 | 36    | 3,49 / 100,00   | 1,56 |
| Total                   | Total                           | 1 032 | 100,00 / 100,00 |      |
| Eleitorado/Participação | Eleitorado/Participação         | 1 555 | 66,37 / 100,00  | 2,64 |

#### Este
| Partido                 | Partido                         | Votos | %               |
| ----------------------- | ------------------------------- | ----- | --------------- |
|                         | Portugal à Frente               | 989   | 42,89 / 100,00  |
|                         | Partido Socialista              | 741   | 32,13 / 100,00  |
|                         | Bloco de Esquerda               | 217   | 9,41 / 100,00   |
|                         | Coligação Democrática Unitária  | 109   | 4,73 / 100,00   |
|                         | Partido Democrático Republicano | 31    | 1,34 / 100,00   |
|                         | PCTP/MRPP                       | 27    | 1,17 / 100,00   |
|                         | Outros                          | 98    | 4,25 / 100,00   |
| Votos Inválidos         | Votos Inválidos                 | 94    | 4,08 / 100,00   |
| Total                   | Total                           | 2 306 | 100,00 / 100,00 |
| Eleitorado/Participação | Eleitorado/Participação         | 3 628 | 63,56 / 100,00  |

#### Ferreiros e Gondizalves
| Partido                 | Partido                         | Votos | %               |
| ----------------------- | ------------------------------- | ----- | --------------- |
|                         | Portugal à Frente               | 1 852 | 37,96 / 100,00  |
|                         | Partido Socialista              | 1 547 | 31,71 / 100,00  |
|                         | Bloco de Esquerda               | 525   | 10,76 / 100,00  |
|                         | Coligação Democrática Unitária  | 368   | 7,54 / 100,00   |
|                         | Partido Democrático Republicano | 105   | 2,15 / 100,00   |
|                         | PCTP/MRPP                       | 70    | 1,43 / 100,00   |
|                         | Pessoas–Animais–Natureza        | 50    | 1,02 / 100,00   |
|                         | Outros                          | 161   | 3,31 / 100,00   |
| Votos Inválidos         | Votos Inválidos                 | 201   | 4,12 / 100,00   |
| Total                   | Total                           | 4 879 | 100,00 / 100,00 |
| Eleitorado/Participação | Eleitorado/Participação         | 8 008 | 60,93 / 100,00  |

#### Figueiredo
| Partido                 | Partido                        | Votos | %               | +/-  |
| ----------------------- | ------------------------------ | ----- | --------------- | ---- |
|                         | Portugal à Frente              | 388   | 52,50 / 100,00  | 0,75 |
|                         | Partido Socialista             | 205   | 27,74 / 100,00  | 2,80 |
|                         | Bloco de Esquerda              | 63    | 8,53 / 100,00   | 4,55 |
|                         | Coligação Democrática Unitária | 25    | 3,38 / 100,00   | 0,19 |
|                         | PCTP/MRPP                      | 9     | 1,22 / 100,00   | 0,16 |
|                         | Outros                         | 29    | 3,92 / 100,00   |      |
| Votos Inválidos         | Votos Inválidos                | 20    | 2,70 / 100,00   | 0,22 |
| Total                   | Total                          | 739   | 100,00 / 100,00 |      |
| Eleitorado/Participação | Eleitorado/Participação        | 1 049 | 70,45 / 100,00  | 0,01 |

#### Gualtar
| Partido                 | Partido                         | Votos | %               | +/-  |
| ----------------------- | ------------------------------- | ----- | --------------- | ---- |
|                         | Portugal à Frente               | 1 278 | 41,20 / 100,00  | 9,29 |
|                         | Partido Socialista              | 1 015 | 32,72 / 100,00  | 2,88 |
|                         | Bloco de Esquerda               | 286   | 9,22 / 100,00   | 4,02 |
|                         | Coligação Democrática Unitária  | 200   | 6,45 / 100,00   | 0,32 |
|                         | Partido Democrático Republicano | 41    | 1,32 / 100,00   | Novo |
|                         | Outros                          | 151   | 4,87 / 100,00   |      |
| Votos Inválidos         | Votos Inválidos                 | 131   | 4,23 / 100,00   | 0,42 |
| Total                   | Total                           | 3 102 | 100,00 / 100,00 |      |
| Eleitorado/Participação | Eleitorado/Participação         | 4 778 | 64,92 / 100,00  | 3,37 |

#### Guisande e Oliveira São Pedro
| Partido                 | Partido                         | Votos | %               |
| ----------------------- | ------------------------------- | ----- | --------------- |
|                         | Portugal à Frente               | 314   | 48,38 / 100,00  |
|                         | Partido Socialista              | 182   | 28,04 / 100,00  |
|                         | Bloco de Esquerda               | 54    | 8,32 / 100,00   |
|                         | Coligação Democrática Unitária  | 30    | 4,62 / 100,00   |
|                         | Partido Democrático Republicano | 9     | 1,39 / 100,00   |
|                         | Pessoas–Animais–Natureza        | 8     | 1,23 / 100,00   |
|                         | PCTP/MRPP                       | 7     | 1,08 / 100,00   |
|                         | Outros                          | 19    | 2,93 / 100,00   |
| Votos Inválidos         | Votos Inválidos                 | 26    | 4,00 / 100,00   |
| Total                   | Total                           | 649   | 100,00 / 100,00 |
| Eleitorado/Participação | Eleitorado/Participação         | 900   | 72,11 / 100,00  |

#### Lamas
| Partido                 | Partido                        | Votos | %               | +/-  |
| ----------------------- | ------------------------------ | ----- | --------------- | ---- |
|                         | Portugal à Frente              | 271   | 53,03 / 100,00  | 3,20 |
|                         | Partido Socialista             | 128   | 25,05 / 100,00  | 2,42 |
|                         | Bloco de Esquerda              | 50    | 9,78 / 100,00   | 7,20 |
|                         | Coligação Democrática Unitária | 17    | 3,33 / 100,00   | 0,32 |
|                         | Pessoas–Animais–Natureza       | 6     | 1,17 / 100,00   | 0,53 |
|                         | Outros                         | 20    | 3,92 / 100,00   |      |
| Votos Inválidos         | Votos Inválidos                | 19    | 3,72 / 100,00   | 1,22 |
| Total                   | Total                          | 511   | 100,00 / 100,00 |      |
| Eleitorado/Participação | Eleitorado/Participação        | 690   | 74,06 / 100,00  | 0,14 |

#### Lomar e Arcos
| Partido                 | Partido                         | Votos | %               |
| ----------------------- | ------------------------------- | ----- | --------------- |
|                         | Portugal à Frente               | 1 452 | 39,77 / 100,00  |
|                         | Partido Socialista              | 1 140 | 31,22 / 100,00  |
|                         | Bloco de Esquerda               | 375   | 10,27 / 100,00  |
|                         | Coligação Democrática Unitária  | 310   | 8,49 / 100,00   |
|                         | PCTP/MRPP                       | 61    | 1,67 / 100,00   |
|                         | Partido Democrático Republicano | 56    | 1,53 / 100,00   |
|                         | Outros                          | 123   | 3,37 / 100,00   |
| Votos Inválidos         | Votos Inválidos                 | 135   | 3,70 / 100,00   |
| Total                   | Total                           | 3 651 | 100,00 / 100,00 |
| Eleitorado/Participação | Eleitorado/Participação         | 5 904 | 61,84 / 100,00  |

#### Merelim São Paio, Panoias e Parada de Tibães
| Partido                 | Partido                         | Votos | %               |
| ----------------------- | ------------------------------- | ----- | --------------- |
|                         | Portugal à Frente               | 915   | 33,43 / 100,00  |
|                         | Partido Socialista              | 881   | 32,19 / 100,00  |
|                         | Coligação Democrática Unitária  | 337   | 12,31 / 100,00  |
|                         | Bloco de Esquerda               | 277   | 10,12 / 100,00  |
|                         | PCTP/MRPP                       | 58    | 2,12 / 100,00   |
|                         | Partido Democrático Republicano | 43    | 1,57 / 100,00   |
|                         | Pessoas–Animais–Natureza        | 28    | 1,02 / 100,00   |
|                         | Outros                          | 78    | 2,85 / 100,00   |
| Votos Inválidos         | Votos Inválidos                 | 120   | 4,38 / 100,00   |
| Total                   | Total                           | 2 737 | 100,00 / 100,00 |
| Eleitorado/Participação | Eleitorado/Participação         | 4 375 | 62,56 / 100,00  |

#### Merelim São Pedro e Frossos
| Partido                 | Partido                         | Votos | %               |
| ----------------------- | ------------------------------- | ----- | --------------- |
|                         | Portugal à Frente               | 907   | 37,89 / 100,00  |
|                         | Partido Socialista              | 772   | 32,25 / 100,00  |
|                         | Bloco de Esquerda               | 270   | 11,28 / 100,00  |
|                         | Coligação Democrática Unitária  | 171   | 7,14 / 100,00   |
|                         | Partido Democrático Republicano | 50    | 2,09 / 100,00   |
|                         | Pessoas–Animais–Natureza        | 26    | 1,09 / 100,00   |
|                         | Outros                          | 93    | 3,89 / 100,00   |
| Votos Inválidos         | Votos Inválidos                 | 105   | 4,39 / 100,00   |
| Total                   | Total                           | 2 394 | 100,00 / 100,00 |
| Eleitorado/Participação | Eleitorado/Participação         | 3 682 | 65,02 / 100,00  |

#### Mire de Tibães
| Partido                 | Partido                         | Votos | %               | +/-     |
| ----------------------- | ------------------------------- | ----- | --------------- | ------- |
|                         | Portugal à Frente               | 559   | 37,87 / 100,00  | 2,32    |
|                         | Partido Socialista              | 495   | 33,54 / 100,00  | 5,23    |
|                         | Bloco de Esquerda               | 154   | 10,43 / 100,00  | 5,63    |
|                         | Coligação Democrática Unitária  | 113   | 7,66 / 100,00   | 0,49    |
|                         | Partido Democrático Republicano | 33    | 2,24 / 100,00   | Novo    |
|                         | PCTP/MRPP                       | 16    | 1,08 / 100,00   | Estável |
|                         | Outros                          | 45    | 3,05 / 100,00   |         |
| Votos Inválidos         | Votos Inválidos                 | 61    | 4,14 / 100,00   | 0,13    |
| Total                   | Total                           | 1 476 | 100,00 / 100,00 |         |
| Eleitorado/Participação | Eleitorado/Participação         | 2 236 | 66,01 / 100,00  | 0,78    |

#### Morreira e Trandeiras
| Partido                 | Partido                         | Votos | %               |
| ----------------------- | ------------------------------- | ----- | --------------- |
|                         | Portugal à Frente               | 508   | 55,95 / 100,00  |
|                         | Partido Socialista              | 217   | 23,90 / 100,00  |
|                         | Bloco de Esquerda               | 72    | 7,93 / 100,00   |
|                         | Coligação Democrática Unitária  | 32    | 3,52 / 100,00   |
|                         | Partido Democrático Republicano | 13    | 1,43 / 100,00   |
|                         | PCTP/MRPP                       | 11    | 1,21 / 100,00   |
|                         | Outros                          | 33    | 3,63 / 100,00   |
| Votos Inválidos         | Votos Inválidos                 | 22    | 2,42 / 100,00   |
| Total                   | Total                           | 908   | 100,00 / 100,00 |
| Eleitorado/Participação | Eleitorado/Participação         | 1 289 | 70,44 / 100,00  |

#### Nogueira, Fraião e Lamaçães
| Partido                 | Partido                         | Votos  | %               |
| ----------------------- | ------------------------------- | ------ | --------------- |
|                         | Portugal à Frente               | 3 507  | 42,59 / 100,00  |
|                         | Partido Socialista              | 2 403  | 29,18 / 100,00  |
|                         | Bloco de Esquerda               | 949    | 11,52 / 100,00  |
|                         | Coligação Democrática Unitária  | 499    | 6,06 / 100,00   |
|                         | Partido Democrático Republicano | 152    | 1,85 / 100,00   |
|                         | Pessoas–Animais–Natureza        | 99     | 1,20 / 100,00   |
|                         | Outros                          | 275    | 3,34 / 100,00   |
| Votos Inválidos         | Votos Inválidos                 | 351    | 4,26 / 100,00   |
| Total                   | Total                           | 8 235  | 100,00 / 100,00 |
| Eleitorado/Participação | Eleitorado/Participação         | 12 411 | 66,35 / 100,00  |

#### Nogueiró e Tenões
| Partido                 | Partido                         | Votos | %               |
| ----------------------- | ------------------------------- | ----- | --------------- |
|                         | Portugal à Frente               | 1 319 | 44,43 / 100,00  |
|                         | Partido Socialista              | 860   | 28,94 / 100,00  |
|                         | Bloco de Esquerda               | 285   | 9,59 / 100,00   |
|                         | Coligação Democrática Unitária  | 181   | 6,09 / 100,00   |
|                         | Partido Democrático Republicano | 44    | 1,48 / 100,00   |
|                         | LIVRE/Tempo de Avançar          | 41    | 1,38 / 100,00   |
|                         | Pessoas–Animais–Natureza        | 33    | 1,11 / 100,00   |
|                         | Outros                          | 70    | 2,36 / 100,00   |
| Votos Inválidos         | Votos Inválidos                 | 139   | 4,68 / 100,00   |
| Total                   | Total                           | 2 972 | 100,00 / 100,00 |
| Eleitorado/Participação | Eleitorado/Participação         | 4 359 | 68,18 / 100,00  |

#### Padim da Graça
| Partido                 | Partido                        | Votos | %               | +/-  |
| ----------------------- | ------------------------------ | ----- | --------------- | ---- |
|                         | Portugal à Frente              | 406   | 43,19 / 100,00  | 0,05 |
|                         | Partido Socialista             | 326   | 34,68 / 100,00  | 1,57 |
|                         | Bloco de Esquerda              | 68    | 7,23 / 100,00   | 3,44 |
|                         | Coligação Democrática Unitária | 64    | 6,81 / 100,00   | 0,77 |
|                         | PCTP/MRPP                      | 15    | 1,60 / 100,00   | 0,92 |
|                         | Outros                         | 27    | 2,88 / 100,00   |      |
| Votos Inválidos         | Votos Inválidos                | 34    | 3,62 / 100,00   | 0,17 |
| Total                   | Total                          | 940   | 100,00 / 100,00 |      |
| Eleitorado/Participação | Eleitorado/Participação        | 1 507 | 62,38 / 100,00  | 5,72 |

#### Palmeira
| Partido                 | Partido                         | Votos | %               | +/-  |
| ----------------------- | ------------------------------- | ----- | --------------- | ---- |
|                         | Portugal à Frente               | 1 266 | 40,81 / 100,00  | 6,62 |
|                         | Partido Socialista              | 933   | 30,08 / 100,00  | 1,03 |
|                         | Bloco de Esquerda               | 323   | 10,41 / 100,00  | 4,30 |
|                         | Coligação Democrática Unitária  | 203   | 6,54 / 100,00   | 0,21 |
|                         | Partido Democrático Republicano | 52    | 1,68 / 100,00   | Novo |
|                         | PCTP/MRPP                       | 50    | 1,61 / 100,00   | 0,35 |
|                         | Pessoas–Animais–Natureza        | 36    | 1,16 / 100,00   | 0,48 |
|                         | Outros                          | 100   | 3,22 / 100,00   |      |
| Votos Inválidos         | Votos Inválidos                 | 139   | 4,48 / 100,00   | 0,24 |
| Total                   | Total                           | 3 102 | 100,00 / 100,00 |      |
| Eleitorado/Participação | Eleitorado/Participação         | 5 046 | 61,47 / 100,00  | 1,41 |

#### Pedralva
| Partido                 | Partido                         | Votos | %               | +/-  |
| ----------------------- | ------------------------------- | ----- | --------------- | ---- |
|                         | Portugal à Frente               | 294   | 50,87 / 100,00  | 1,89 |
|                         | Partido Socialista              | 158   | 27,34 / 100,00  | 3,68 |
|                         | Coligação Democrática Unitária  | 42    | 7,27 / 100,00   | 2,55 |
|                         | Bloco de Esquerda               | 38    | 6,57 / 100,00   | 4,37 |
|                         | PCTP/MRPP                       | 9     | 1,56 / 100,00   | 0,01 |
|                         | Partido Democrático Republicano | 6     | 1,04 / 100,00   | Novo |
|                         | AGIR                            | 6     | 1,04 / 100,00   | Novo |
|                         | Outros                          | 8     | 1,39 / 100,00   |      |
| Votos Inválidos         | Votos Inválidos                 | 17    | 2,95 / 100,00   | 0,67 |
| Total                   | Total                           | 578   | 100,00 / 100,00 |      |
| Eleitorado/Participação | Eleitorado/Participação         | 1 134 | 50,97 / 100,00  | 4,44 |

#### Priscos
| Partido                 | Partido                        | Votos | %               | +/-  |
| ----------------------- | ------------------------------ | ----- | --------------- | ---- |
|                         | Portugal à Frente              | 443   | 58,68 / 100,00  | 0,11 |
|                         | Partido Socialista             | 153   | 20,26 / 100,00  | 4,80 |
|                         | Bloco de Esquerda              | 53    | 7,02 / 100,00   | 3,01 |
|                         | Coligação Democrática Unitária | 39    | 5,17 / 100,00   | 0,52 |
|                         | PCTP/MRPP                      | 16    | 2,12 / 100,00   | 1,09 |
|                         | Outros                         | 32    | 4,24 / 100,00   |      |
| Votos Inválidos         | Votos Inválidos                | 19    | 2,52 / 100,00   | 0,35 |
| Total                   | Total                          | 755   | 100,00 / 100,00 |      |
| Eleitorado/Participação | Eleitorado/Participação        | 1 199 | 62,97 / 100,00  | 1,37 |

#### Real, Dume e Semelhe
| Partido                 | Partido                         | Votos  | %               |
| ----------------------- | ------------------------------- | ------ | --------------- |
|                         | Portugal à Frente               | 2 151  | 34,09 / 100,00  |
|                         | Partido Socialista              | 2 068  | 32,77 / 100,00  |
|                         | Bloco de Esquerda               | 824    | 13,06 / 100,00  |
|                         | Coligação Democrática Unitária  | 561    | 8,89 / 100,00   |
|                         | Partido Democrático Republicano | 113    | 1,79 / 100,00   |
|                         | PCTP/MRPP                       | 84     | 1,33 / 100,00   |
|                         | Pessoas–Animais–Natureza        | 68     | 1,08 / 100,00   |
|                         | Outros                          | 186    | 2,94 / 100,00   |
| Votos Inválidos         | Votos Inválidos                 | 255    | 4,04 / 100,00   |
| Total                   | Total                           | 6 310  | 100,00 / 100,00 |
| Eleitorado/Participação | Eleitorado/Participação         | 10 243 | 61,60 / 100,00  |

#### Ruilhe
| Partido                 | Partido                         | Votos | %               | +/-  |
| ----------------------- | ------------------------------- | ----- | --------------- | ---- |
|                         | Portugal à Frente               | 265   | 39,79 / 100,00  | 6,46 |
|                         | Partido Socialista              | 196   | 29,43 / 100,00  | 2,90 |
|                         | Bloco de Esquerda               | 61    | 9,16 / 100,00   | 5,69 |
|                         | Coligação Democrática Unitária  | 60    | 9,01 / 100,00   | 1,68 |
|                         | Partido Democrático Republicano | 12    | 1,80 / 100,00   | Novo |
|                         | PCTP/MRPP                       | 9     | 1,35 / 100,00   | 0,18 |
|                         | Partido Nacional Renovador      | 8     | 1,20 / 100,00   | 1,06 |
|                         | Outros                          | 17    | 2,55 / 100,00   |      |
| Votos Inválidos         | Votos Inválidos                 | 38    | 5,70 / 100,00   | 1,11 |
| Total                   | Total                           | 666   | 100,00 / 100,00 |      |
| Eleitorado/Participação | Eleitorado/Participação         | 1 085 | 61,38 / 100,00  | 4,13 |

#### Santa Lucrécia de Algeriz e Navarra
| Partido                 | Partido                        | Votos | %               |
| ----------------------- | ------------------------------ | ----- | --------------- |
|                         | Portugal à Frente              | 240   | 39,67 / 100,00  |
|                         | Partido Socialista             | 199   | 32,89 / 100,00  |
|                         | Bloco de Esquerda              | 55    | 9,09 / 100,00   |
|                         | Coligação Democrática Unitária | 33    | 5,45 / 100,00   |
|                         | PCTP/MRPP                      | 12    | 1,98 / 100,00   |
|                         | Outros                         | 34    | 5,62 / 100,00   |
| Votos Inválidos         | Votos Inválidos                | 32    | 5,29 / 100,00   |
| Total                   | Total                          | 605   | 100,00 / 100,00 |
| Eleitorado/Participação | Eleitorado/Participação        | 938   | 64,50 / 100,00  |

#### Sequeira
| Partido                 | Partido                         | Votos | %               | +/-  |
| ----------------------- | ------------------------------- | ----- | --------------- | ---- |
|                         | Portugal à Frente               | 479   | 42,39 / 100,00  | 3,02 |
|                         | Partido Socialista              | 342   | 30,27 / 100,00  | 2,08 |
|                         | Bloco de Esquerda               | 99    | 8,76 / 100,00   | 3,62 |
|                         | Coligação Democrática Unitária  | 72    | 6,37 / 100,00   | 0,03 |
|                         | Partido Democrático Republicano | 24    | 2,12 / 100,00   | Novo |
|                         | PCTP/MRPP                       | 19    | 1,68 / 100,00   | 0,16 |
|                         | Outros                          | 40    | 3,54 / 100,00   |      |
| Votos Inválidos         | Votos Inválidos                 | 55    | 4,87 / 100,00   | 0,53 |
| Total                   | Total                           | 1 130 | 100,00 / 100,00 |      |
| Eleitorado/Participação | Eleitorado/Participação         | 1 759 | 64,24 / 100,00  | 0,24 |

#### Sobreposta
| Partido                 | Partido                        | Votos | %               | +/-  |
| ----------------------- | ------------------------------ | ----- | --------------- | ---- |
|                         | Portugal à Frente              | 389   | 58,23 / 100,00  | 0,05 |
|                         | Partido Socialista             | 129   | 19,31 / 100,00  | 4,76 |
|                         | Bloco de Esquerda              | 53    | 7,93 / 100,00   | 4,90 |
|                         | Coligação Democrática Unitária | 39    | 5,84 / 100,00   | 1,71 |
|                         | Outros                         | 32    | 4,80 / 100,00   |      |
| Votos Inválidos         | Votos Inválidos                | 26    | 3,90 / 100,00   | 2,01 |
| Total                   | Total                          | 668   | 100,00 / 100,00 |      |
| Eleitorado/Participação | Eleitorado/Participação        | 1 221 | 54,71 / 100,00  | 7,80 |

#### Tadim
| Partido                 | Partido                        | Votos | %               | +/-  |
| ----------------------- | ------------------------------ | ----- | --------------- | ---- |
|                         | Portugal à Frente              | 268   | 40,92 / 100,00  | 7,06 |
|                         | Partido Socialista             | 232   | 35,42 / 100,00  | 3,33 |
|                         | Bloco de Esquerda              | 55    | 8,40 / 100,00   | 4,04 |
|                         | Coligação Democrática Unitária | 37    | 5,65 / 100,00   | 1,52 |
|                         | Pessoas–Animais–Natureza       | 7     | 1,07 / 100,00   | 0,60 |
|                         | LIVRE/Tempo de Avançar         | 7     | 1,07 / 100,00   | Novo |
|                         | Outros                         | 17    | 2,60 / 100,00   |      |
| Votos Inválidos         | Votos Inválidos                | 32    | 4,89 / 100,00   | 1,00 |
| Total                   | Total                          | 655   | 100,00 / 100,00 |      |
| Eleitorado/Participação | Eleitorado/Participação        | 981   | 66,77 / 100,00  | 2,56 |

#### Tebosa
| Partido                 | Partido                        | Votos | %               | +/-  |
| ----------------------- | ------------------------------ | ----- | --------------- | ---- |
|                         | Portugal à Frente              | 294   | 46,67 / 100,00  | 2,37 |
|                         | Partido Socialista             | 216   | 34,29 / 100,00  | 8,54 |
|                         | Bloco de Esquerda              | 47    | 7,46 / 100,00   | 4,85 |
|                         | Coligação Democrática Unitária | 34    | 5,40 / 100,00   | 1,65 |
|                         | Outros                         | 25    | 3,96 / 100,00   |      |
| Votos Inválidos         | Votos Inválidos                | 14    | 2,22 / 100,00   | 0,54 |
| Total                   | Total                          | 630   | 100,00 / 100,00 |      |
| Eleitorado/Participação | Eleitorado/Participação        | 967   | 65,15 / 100,00  | 0,31 |

#### Vilaça e Fradelos
| Partido                 | Partido                         | Votos | %               |
| ----------------------- | ------------------------------- | ----- | --------------- |
|                         | Portugal à Frente               | 526   | 50,92 / 100,00  |
|                         | Partido Socialista              | 298   | 28,85 / 100,00  |
|                         | Bloco de Esquerda               | 66    | 6,39 / 100,00   |
|                         | Coligação Democrática Unitária  | 36    | 3,48 / 100,00   |
|                         | Partido Democrático Republicano | 15    | 1,45 / 100,00   |
|                         | Outros                          | 55    | 5,32 / 100,00   |
| Votos Inválidos         | Votos Inválidos                 | 37    | 3,58 / 100,00   |
| Total                   | Total                           | 1 033 | 100,00 / 100,00 |
| Eleitorado/Participação | Eleitorado/Participação         | 1 452 | 71,14 / 100,00  |